# Podalia albescens
Podalia albescens är en fjärilsart som beskrevs av William Schaus 1900. Podalia albescens ingår i släktet Podalia och familjen Megalopygidae. Inga underarter finns listade i Catalogue of Life.